# نچایوو
نچایوو (انگلیسی: Nechayevo) یک شهرک در بخش کوروچانسکی استان بلگورود کشور روسیه است.